# 마블 슈퍼 히어로즈 vs. 스트리트 파이터
《마블 슈퍼 히어로즈 vs. 스트리트 파이터》(Marvel Super Heroes vs. Street Fighter)는 캡콤이 제작한 1997년 대전 격투 게임이다. 마블 코믹스와 캡콤의 《스트리트 파이터》 간의 크로스오버 작품으로, 1996년의 《엑스맨 vs. 스트리트 파이터》 이후에 나온 《마블 vs. 캡콤》 시리즈의 두번째 작품이다.
전작 《엑스맨 vs. 스트리트 파이터》처럼 한 플레이어가 두 명의 캐릭터를 골라 태그 탬 대전을 벌이는 방식을 유지했다. 전작의 《엑스맨》 등장인물 대신 다른 마블 코믹스의 인물들이 나오는 차이점이 있으며, 싸우는 도중에 보조 캐릭터를 소환해서 원호 공격을 해주는 '배리어블 어시스트' 시스템을 도입했다.
이전 캡콤의 마블 중심 대전 격투 게임들과 마찬가지로 빼어난 스프라이트 애니메이션과 독특한 감각의 대전 형상으로 언론으로부터 큰 호응을 얻었다. 1998년에 일본에서만 발매된 세가 새턴판은 4MB RAM 카트리지를 사용해 아케이드판에 거의 가까운 이식을 선보였다. 1999년에 발매된 플레이스테이션판은 RAM 용량 문제로 태그 팀 시스템이 삭제돼 부정적인 평가를 받았다. 1998년에 후속작 《마블 vs. 캡콤: 클래시 오브 슈퍼 히어로즈》가 출시됐다.

## 평가
| 평론 점수 평론사 점수 PS 새턴 올게임 [ 2 ] N/A 게임 인포머 8/10 [ 3 ] N/A 게임 레볼루션 B- [ 4 ] N/A 게임프로 [ 5 ] N/A 게임스팟 5.7/10 [ 6 ] 7.3/10 [ 7 ] IGN 7.5/10 [ 8 ] N/A OPM (US) [ 9 ] N/A PSM [ 10 ] N/A 통합 점수 게임랭킹스 74% [ 11 ] 77% [ 12 ] |        |        |
| 평론 점수 |        |        |
| 평론사 | 점수   | 점수   |
| 평론사 | PS     | 새턴   |
| 올게임 | [ 2 ]  | N/A    |
| 게임 인포머 | 8/10   | N/A    |
| 게임 레볼루션 | B-     | N/A    |
| 게임프로 | [ 5 ]  | N/A    |
| 게임스팟 | 5.7/10 | 7.3/10 |
| IGN | 7.5/10 | N/A    |
| OPM (US) | [ 9 ]  | N/A    |
| PSM | [ 10 ] | N/A    |
| 통합 점수 |        |        |
| 게임랭킹스 | 74%    | 77%    |